# Селец (Глусский район)
Селе́ц (бел. Сялец) — деревня в составе Хвастовичского сельсовета Глусского района Могилёвской области Белоруссии.
До упразднения 20 ноября 2013 года Клетненского сельсовета входила в его состав и являлась административным центром.

## Население
- 1999 год — 50 человек
- 2009 год — 33 человека